# Харисис, Харис
Харис Харисис (греч. Χάρης Χαρίσης; род. 12 января 1995, Янина) — греческий футболист, который играет за «Сивасспор» на позиции полузащитника.

## Карьера
Харисис родился в Янине и начал играть в футбол за местный ПАС. 19 января 2014 года он дебютировал на профессиональном уровне за ПАС в матче против «Каллони». Летом 2015 года Харисис вместе с Никосом Коровесисом перешёл в ПАОК. Трансфер состоялся с согласия администрации ПАСа и утверждался двумя основными акционерами клубов.
25 июня 2015 года ПАОК объявил о подписании с Харисисом четырёхлетнего контракта за неназванную сумму. 25 октября 2015 года он дебютировал в Суперлиге в домашнем матче против «Панатинаикоса», его команда победила со счётом 3:1. 10 января 2016 года он забил свой первый гол в матче против своей бывшей команды ПАС, которая была разгромлена со счётом 3:0.
26 июня 2017 года Харисис был отдан в аренду бельгийскому клубу «Сент-Трюйден», где присоединился к одноклубнику по ПАОКу Стелиосу Кициу. Аренда предусматривает опцию выкупа контракта Харисиса за 1,5 млн евро. 2 декабря 2017 года он забил свой первый гол за клуб в матче против «Мускрон-Перювельз», команды разошлись вничью 1:1. 1 января 2018 года он получил разрыв абдуктора, из-за чего пропустил почти три месяца.
23 августа 2018 года Харисис подписал новое арендное соглашение, продолжив свою карьеру в Бельгии в «Кортрейке». Бельгийская команда объявила о приобретении полузащитника с правом выкупа летом 2019 года.
24 июня 2019 года Харисис подписал двухлетний контракт со столичным «Атромитосом», куда перешёл в статусе свободного агента. 7 июня 2021 года он продлил свой контракт ещё на два года (до 2023 года). Летом 2022 года «Сивасспор» трижды делал официальное предложение о приобретении Харисиса, но «Атромитос» отказался продавать игрока.